# Polonaise

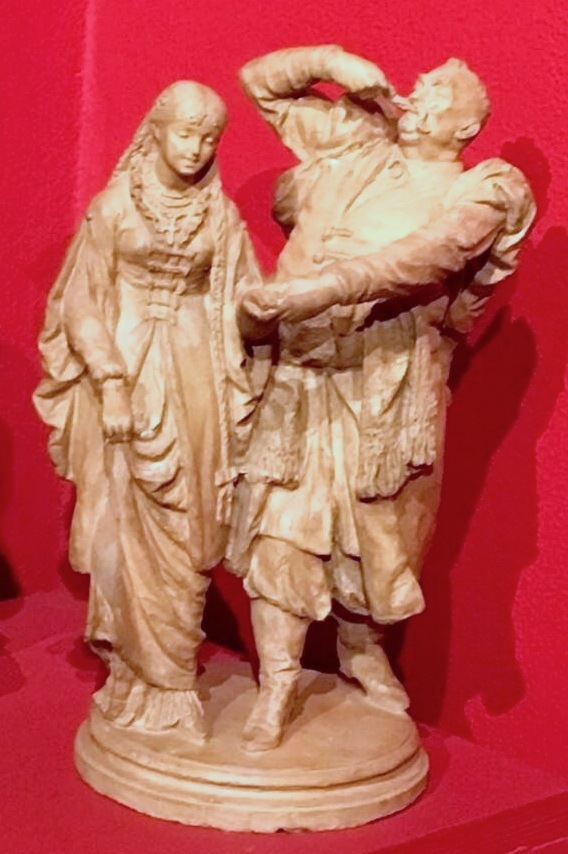
Polonaise (1888)

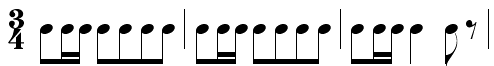
Tiết điệu điển hình của Polonaise

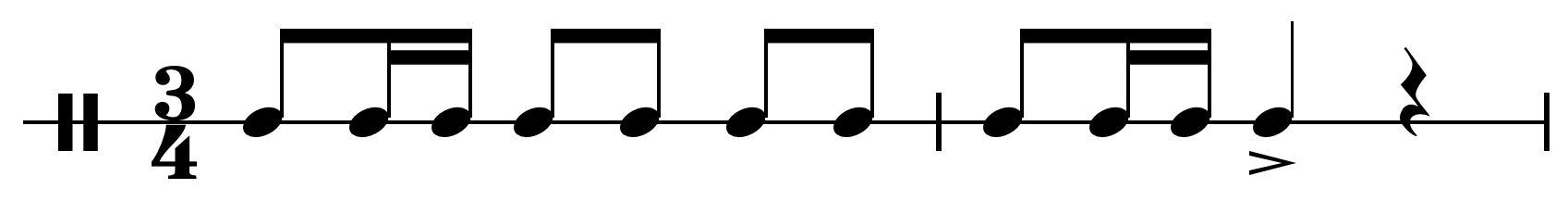
Tiết điệu Polonaise

Polonaise (/pɒləˈneɪz/, tiếng Pháp: [pɔlɔnɛz]; từ tiếng Pháp: danse polonaise nghĩa là "Vũ điệu của người Ba Lan"; tiếng Ba Lan: polonez, tiếng Ý: Polacca) là một vũ điệu có nguồn gốc từ Ba Lan, theo nhịp 3
4.
Polonaise có tiết tấu khá giống với điệu polska móc kép của Thụy Điển, và hai điệu nhảy đều có chung nguồn gốc.
Polonaise là một vũ điệu phổ biến trong các bữa tiệc hóa trang. Polonaise là điệu nhảy mở màn tại tiệc studniówka ("trăm ngày"), một dạng tiệc khiêu vũ của người Ba Lan dành cho học sinh trung học thường tổ chức khoảng 100 ngày trước kỳ thi.

## Ảnh hưởng của Polonaise đối với âm nhạc
Ký hiệu alla polacca (tiếng Ý: polacca nghĩa là "polonaise") trên một nhạc phổ biểu thị rằng tác phẩm nên được chơi với tiết tấu và đặc tính của một điệu polonaise. Ví dụ, phần thứ 3 trong Triple Concerto op. 56 của Beethoven, được đánh dấu là "Rondo alla polacca," phần kết trong Variations on "Là ci darem la mano" của Chopin cả hai đều có ký hiệu này. Trong quyển sách Classic Music: Expression, Form, and Style (tạm dịch: "Nhạc cổ điển: Biểu hiện, Hình thức và Phong cách"), Leonard G. Ratner đã trích dẫn phần 4 từ Serenade trên cung D trưởng, Op. 8 của Beethoven, được đánh dấu "Allegretto alla Polacca," như là một ví dụ điển hình cho đề tài về điệu nhảy polonaise(Ratner 1980, pp. 12–13).
Polonaises của Frédéric Chopin được biết đến nhiều nhất trong tất cả các điệu polonaises trong nhạc cổ điển. Các nhạc sĩ khác viết polonaise hoặc các tác phẩm trên tiết tấu polonaise có thể kể đến là Johann Sebastian Bach, Georg Philipp Telemann, Wolfgang Amadeus Mozart, Ludwig van Beethoven, Karol Kurpiński, Józef Elsner, Maria Agata Szymanowska, Franz Schubert, Carl Maria von Weber, Robert Schumann, Franz Liszt, Johann Kaspar Mertz, Moritz Moszkowski, Modest Mussorgsky, Nicolai Rimsky-Korsakov, Pyotr Ilyich Tchaikovsky và Alexander Scriabin.
Một nhạc sĩ viết polonaise nhiều dạo gần đây là nhạc sĩ người Mỹ Edward Alexander MacDowell.
John Philip Sousa đã sáng tác Presidential Polonaise, nhằm giữ cho du khách di chuyển nhanh chóng trên sảnh vào Nhà Trắng. Sousa viết nó vào năm 1886 sau một lời đề nghị từ Tổng thống Chester A. Arthur.
Vở opera Eugene Onegin của Tchaikovsky, dựa trên một truyện thơ của Alexander Pushkin, có chứa một đoạn polonaise nổi tiếng.

## Vũ điệu dân tộc
Polonaise là một vũ điệu Ba Lan và là một trong năm vũ điệu dân tộc mang tính lịch sử của Ba Lan. Các điệu nhảy khác là Mazurka (Mazur), Kujawiak, Krakowiak và Oberek, ba vũ điệu cuối là những điệu nhảy dân gian cổ. Polonaise có nguồn gốc từ điệu nhảy của nông dân, được biết đến với nhiều tên gọi – chodzony ("chạy nước kiệu"), chmielowy ("hoa bia"), pieszy ("người đi bộ") hoặc wielki ("tuyệt vời"), được ghi nhận từ thế kỷ 15. Ở những thế kỷ sau, nó trở nên nổi tiếng trong giới quý tộc và thị dân.

## Bên ngoài Ba Lan

### Polonaise trong các Triều đình Pháp
Polonaise hay polonez lần đầu được giới thiệu trong triều đình Pháp là vào thế kỷ thứ 17, mặc dù thể thức có nguồn gốc từ Ba Lan và đã rất nổi tiếng trên khắp Châu Âu. Thuật ngữ polonaise dần thay thế polonez vào đầu thế kỷ 18.

### Công chúa Anna Maria của Saxony
Công chúa Anna Maria của Saxony đã sưu tập hơn 350 bản polonaise trong suốt cuộc đời của mình. Bộ sưu tập của Công chúa chủ yếu tập trung vào các bản tinh tế nhất của phối dàn nhạc.

## Hình ảnh

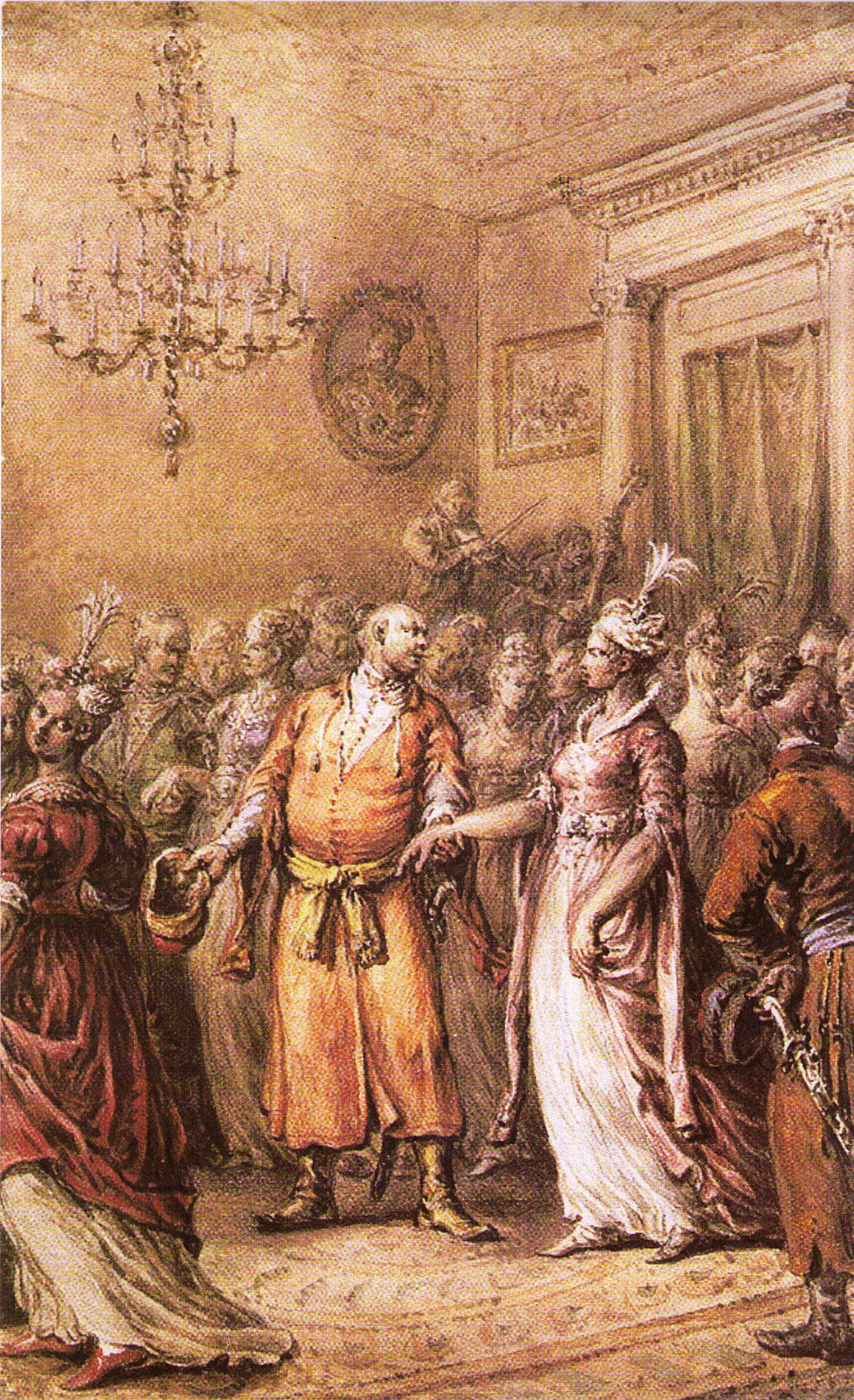
Quý tộc Ba Lan nhảy Polonaise, tranh của Jan Piotr Norblin
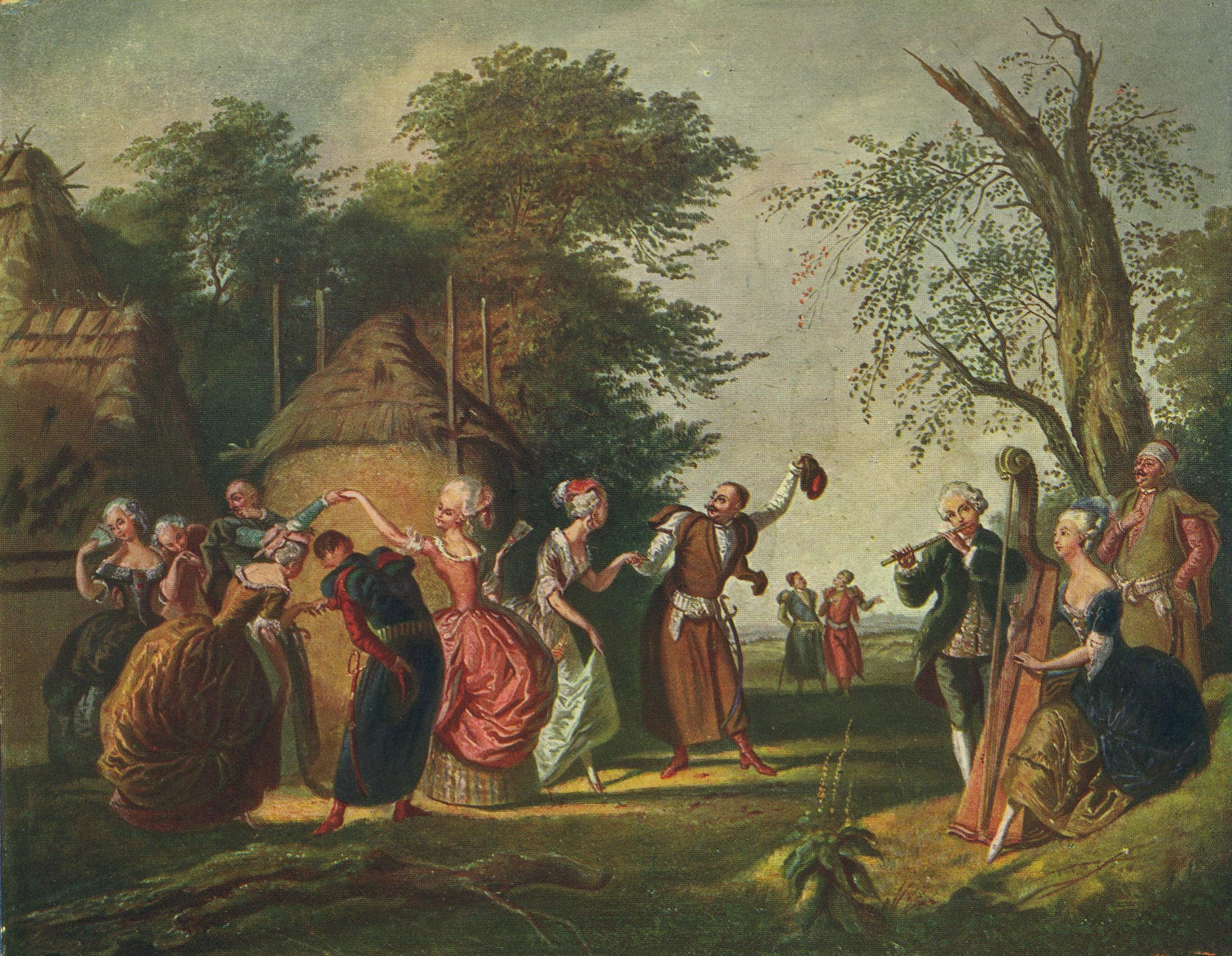
Poles dance Polonez, vẽ bởi Korneli Szlegel
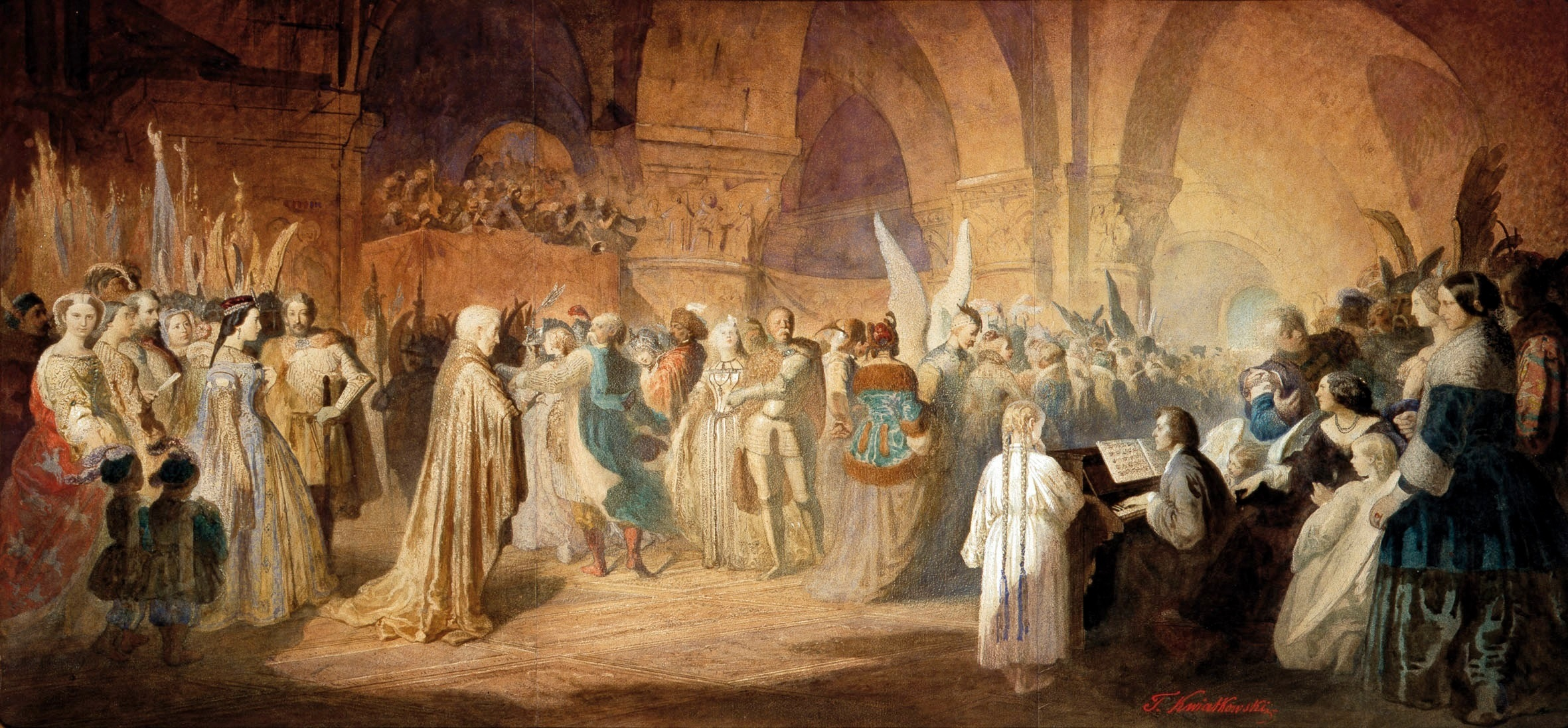
Polonaise của Chopin- a Ball in Hôtel Lambert in Paris.